# Hoya calycina
Hoya calycina ist eine Pflanzenart aus der Gattung der Wachsblumen (Hoya) in der Unterfamilie der Seidenpflanzengewächse (Asclepiadoideae). Sie ist in Indonesien (Irian Jaya) und Papua-Neuguinea beheimatet.

## Beschreibung

### Vegetative Merkmale
Hoya calycina bildet kletternde, windende, mehrere Meter lange Sprossachsen, die an ihrer Basis verholzen und sich wenig verzweigen. Die kahlen, aber auch wenig bis dicht behaarten Sprossachsen weisen einen Durchmesser von bis etwa 6 Millimeter auf und werden im Alter korkig. Die elliptischen bis ovalen, leicht zugespitzten Blätter sind mit 16 bis 20 Zentimeter Länge und 9 Zentimeter Breite recht groß. Die Oberseite ist kahl oder nur mit wenig flaumartigen Haaren besetzt, die Unterseite filzig bis samthaarig (oder kahl bei der ssp. glabrifolia). Sie sitzen auf ein bis drei cm langen Stielen, die einen Durchmesser von 1,5 bis 3,5 Millimeter haben.

### Generative Merkmale
Der bis zu 5 cm lange Blütenstandsschaft ist mehr oder weniger stark behaart. Der aufrecht stehende Blütenstand enthält etwa zehn Blüten. Die Tragblätter sind bei einer Länge von 0,8 bis 1 Millimeter und einer Breite von 0,5 bis 1 Millimeter dreieckig bis lanzettförmig. Der Blütenstiel wird bis etwa 4 Zentimeter lang und ist behaart. 
Die zwittrige Blüte ist radiärsymmetrisch und fünfzählig. Die glockenförmige oder sternförmig ausgebreitete Blütenkrone besitzt einen Durchmesser von 18 bis 28 Millimeter und eine Höhe etwa 10 mm. Die Farbe der Blütenkrone ist strahlend weiß und ihre Basis variiert von rot bis purpurfarben. Die Kronzipfel sind lanzettförmig und zugespitzt; am Rand und außen behaart (oder kahl bei der Dianthus seguieri subsp.glabrifolia). Die Nebenkrone misst etwa 4 Millimeter × 7 bis 13 Millimeter. Die Blüten sind etwa 10 Tage geöffnet. Sie produzieren große Tropfen Nektar und einen intensiven Duft, der an Moschus erinnert.

## Vorkommen und Systematik
Hoya calycina kommt in Indonesien (Irian Jaya) und Papua-Neuguinea vor. Das Holotypus-Exemplar wurde von Schlechter im März 1908 in den Kani-Bergen (Madang-Provinz) in einer Höhenlage von etwa 1100 Meter blühend gefunden.
Hoya calycina wird von Hoffmann, van Donkelaar und Albers in Albers & Meve 2002 in zwei Unterarten gegliedert:
- Hoya calycina subsp. calycina Schlechter, Papua-Neuguinea
- Hoya caycina subsp. glabrifolia P.I.Foster & Liddle, Papua-Neuguinea, Indonesien (Irian Jaya), Blätter an der Unterseite kahl oder schwach behaart, Kronblätter außen kahl oder nur schwach behaart.